# Montjézieu
Montjézieu est une ancienne commune de France, située dans le département de la Lozère en région Occitanie.

## Géographie
Elle se trouve dans le Massif central, à l'ouest du département de la Lozère, dans la vallée du Lot.

## Histoire
Elle est créée en 1836 à partir d'Auxillac. Le 1er janvier 1973, elle fusionne avec Auxillac et La Capelle au sein de La Canourgue sous le régime de la fusion-association.

## Culture locale et patrimoine

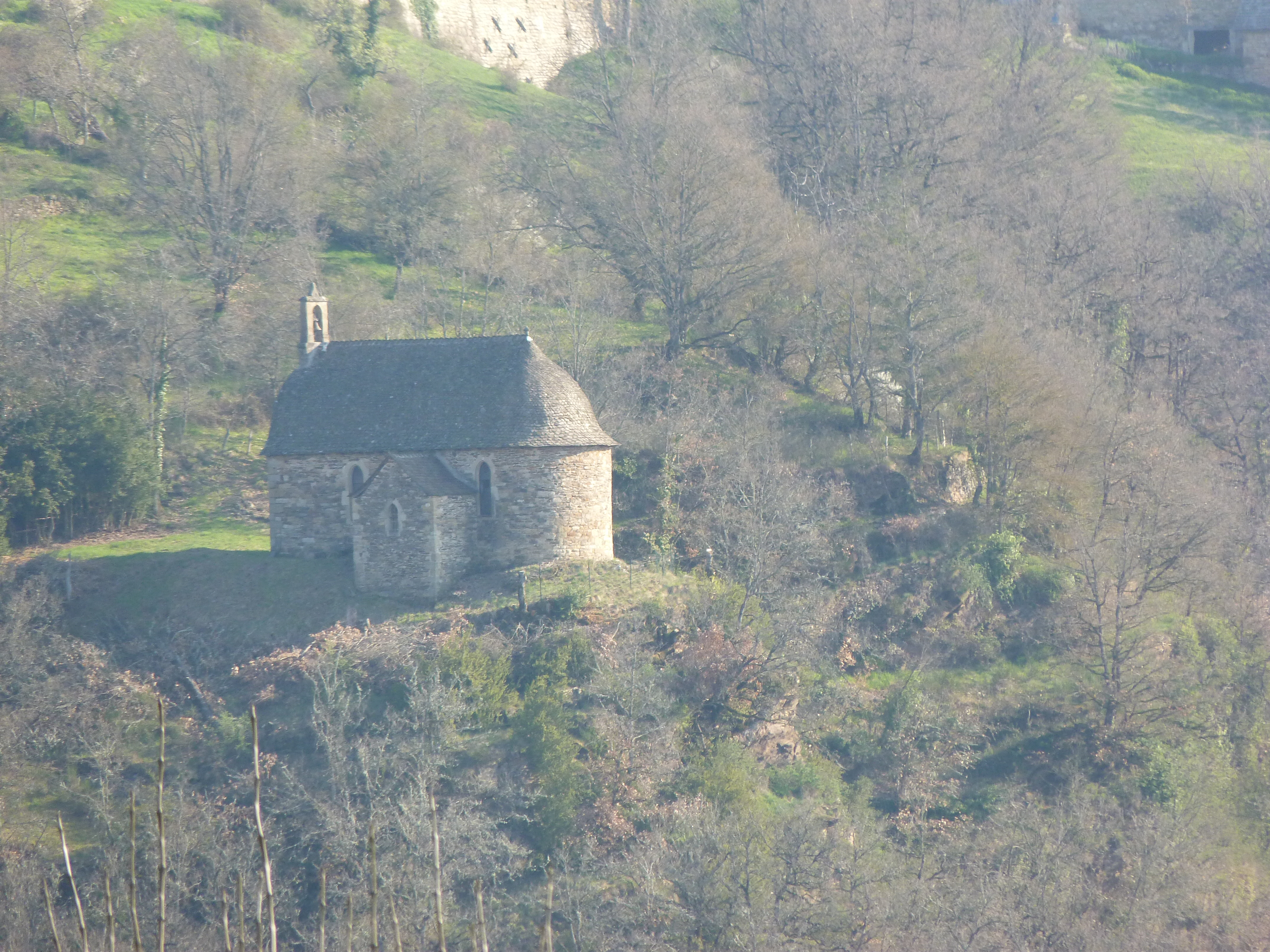
Chapelle Saint-Jean-du-Bedel.

### Lieux et monuments
- Château de Montjézieu
- Chapelle de Saint-Jean-du-Bedel[3]